# Cui Linlin
Cui Linlin (chiń. upr. 崔琳琳; chiń. trad. 崔琳琳; pinyin Cuī Línlín, ur. 27 kwietnia 1993) – chińska skoczkini narciarska. Uczestniczka mistrzostw świata seniorów (2011), mistrzostw świata juniorów (2011), a także uniwersjady (2009).

## Przebieg kariery
W lutym 2009 roku wzięła udział w zawodach w ramach zimowej uniwersjady rozgrywanych w Chinach. Sklasyfikowana została tuż za podium, bo na czwartym miejscu.
W drugiej połowie sezonu 2010/2011 startowała w konkursach Pucharu Kontynentalnego, gdzie najlepszy wynik zaliczyła dwukrotnie plasując się na 27. miejscu w Ljubnie. W klasyfikacji końcowej zajęła 76. miejsce.
W 2011 wzięła udział w konkursie indywidualnym podczas mistrzostw świata rozgrywanych w Oslo. Zajęła wówczas 43. miejsce. Miesiąc wcześniej wystartowała w juniorskich mistrzostwach świata w Otepää kończąc swój udział na 49. lokacie.

## Mistrzostwa świata
| Miejsce | Dzień     | Rok  | Miejscowość | Skocznia      | Punkt K | HS     | Konkurs | Skok 1 | Skok 2 | Nota    | Strata    | Zwycięzca        |
| ------- | --------- | ---- | ----------- | ------------- | ------- | ------ | ------- | ------ | ------ | ------- | --------- | ---------------- |
| 43.     | 25 lutego | 2011 | Oslo        | Midtstubakken | K-95    | HS-106 | ind.    | 52,0 m | –      | 3,0 pkt | 228,7 pkt | Daniela Iraschko |

## Mistrzostwa świata juniorów
| Miejsce | Dzień       | Rok  | Miejscowość | Skocznia | Punkt K | HS     | Konkurs | Skok 1 | Skok 2 | Nota     | Strata    | Zwycięzca     |
| ------- | ----------- | ---- | ----------- | -------- | ------- | ------ | ------- | ------ | ------ | -------- | --------- | ------------- |
| 49.     | 27 stycznia | 2011 | Otepää      | Tehvandi | K-90    | HS-100 | ind.    | 62,5 m | –      | 46,5 pkt | 211,0 pkt | Coline Mattel |

## Uniwersjada
| Miejsce | Dzień     | Rok  | Miejscowość | Skocznia    | Punkt K | HS     | Konkurs | Skok 1 | Skok 2 | Nota      | Strata   | Zwycięzca      |
| ------- | --------- | ---- | ----------- | ----------- | ------- | ------ | ------- | ------ | ------ | --------- | -------- | -------------- |
| 4.      | 20 lutego | 2009 | Yabuli      | Dragon Hill | K-90    | HS-100 | ind.    | 67,5 m | 65,0 m | 109,0 pkt | 89,5 pkt | Misaki Shigeno |

## Puchar Kontynentalny

### Miejsca w klasyfikacji generalnej
| Sezon     | Miejsce |
| --------- | ------- |
| 2010/2011 | 76.     |

### Miejsca w poszczególnych konkursachPucharu Kontynentalnego
| Sezon 2010/2011                                              |           |           |           |          |          |          |              |              |           |           |        |        |            |            |          |          |        |        |     |        |
| Rovaniemi                                                    | Rovaniemi | Vikersund | Vikersund | Notodden | Notodden | Schonach | Hinterzarten | Hinterzarten | Braunlage | Braunlage | Ljubno | Ljubno | Brotterode | Brotterode | Zakopane | Zakopane | Ramsau | Ramsau | Zaō | punkty |
| -                                                            | -         | -         | -         | -        | -        | 49       | 52           | 51           | 33        | 33        | 27     | 27     | 46         | 41         | 41       | 37       | 40     | 38     | -   | 8      |
| Legenda                                                      |           |           |           |          |          |          |              |              |           |           |        |        |            |            |          |          |        |        |     |        |
| 1 2 3 4-10 11-30 poniżej 30 - – zawodniczka nie wystartowała |           |           |           |          |          |          |              |              |           |           |        |        |            |            |          |          |        |        |     |        |